# 第三航空戦隊
第三航空戦隊（だいさんこうくうせんたい）とは、日本海軍の機動部隊の一翼を担った部隊である。略称は三航戦。略字は３Ｓｆ。
最初の三航戦は水上機母艦神威を基幹戦力とし、南洋諸島の調査や、第三艦隊に所属して支那事変（日中戦争）に参加した。
二代目の三航戦は1940年（昭和15年）11月15日に再編され、第一艦隊に所属して大東亜戦争（太平洋戦争）開戦を迎えた。1942年（昭和17年）4月1日に解隊された。三代目の三航戦は1944年（昭和19年）2月1日に再編された。第三艦隊に所属し、マリアナ沖海戦やレイテ沖海戦に参加した。同年11月15日、解隊された。

## 概要

### 初代（1936年6月1日新編～1936年12月1日解散）
1936年（昭和11年）6月1日、水上機母艦「神威」、第28駆逐隊（夕凪、朝凪）、司令官戸苅隆始海軍少将（当時）をもって、第三航空戦隊が創設された。第三航空戦隊は同年6月末から10月中旬まで、南洋方面における航空機基地調査や訓練に赴いた。
同年12月1日、第三航空戦隊は第十二戦隊に改編される形で解隊された。戸苅少将（第三航空戦隊司令官）は呉鎮守府参謀長へ転任。第十二戦隊司令官には宮田義一少将（当時、横須賀警備戦隊司令官）が補職された。第十二戦隊の所属艦は、敷設艦沖島と水上機母艦神威および第28駆逐隊（夕凪、朝凪）、4隻の戦隊であった。第十二戦隊（連合艦隊直率）は対米戦に備えて太平洋に進出し、南洋諸島の調査を実施する。半年以上の航海を終えて日本本土に帰投したのは、支那事変勃発後であった。

### 二代（1937年8月27日新編～1938年12月15日解散）
1937年（昭和12年）7月7日に支那事変が勃発すると、日本海軍は中国大陸沿岸や揚子江流域の作戦を担当する第三艦隊（司令長官長谷川清中将）を増勢した。
8月27日、日本海軍は水上機母艦「神威」と第28駆逐隊（朝凪、夕凪）により、再び第三航空戦隊を編制した。空母「赤城」艦長寺田幸吉大佐を、第三航空戦隊司令官に任命した。第三航空戦隊は第三艦隊に編入され、中国大陸へ進出した。
9月18日、衣笠丸型貨客船を改造した水上機母艦「香久丸」が第三航空戦隊に編入された。
10月20日、第28駆逐隊は佐世保警備戦隊に編入され、第三航空戦隊から外れた。また水上機母艦（元知床型給油艦）「能登呂」が第三航空戦隊に編入された。同日附で施行された艦隊平時編制標準における第三艦隊は、第十戦隊、第十一戦隊、第五水雷戦隊、第三航空戦隊で編制されていた。
同年12月1日、「能登呂」は新編された第四航空戦隊（司令官鮫島具重少将）に編入され、三航戦から除かれた。同時に、貨客船を改造した水上機母艦「神川丸」が第三航空戦隊に編入される。三航戦は水上機母艦3隻（神威、香久丸、神川丸）を揃えた。旗艦は「神威」や「香久丸」に置かれた。
1938年（昭和13年）7月1日、「神川丸」は第三艦隊附属となる。8月1日、第四航空戦隊が解隊され、同航空戦隊所属だった「能登呂」は第三航空戦隊に復帰した。三航戦は3隻編制（神威、能登呂、香久丸）となる。
12月15日、第三航空戦隊は解隊される。寺田少将は軍令部出仕。「神威」と「能登呂」は予備艦に指定される。「香久丸」は解傭された。

### 三代（1940年11月15日新編～1942年4月1日解散）
1940年（昭和15年）11月15日、日本海軍は小型空母2隻（鳳翔、龍驤）と、峯風型駆逐艦4隻の第34駆逐隊（秋風、羽風、太刀風、夕風）により第三航空戦隊を新編した。第三航空戦隊司令官には角田覚治少将を任命した。淵田美津雄少佐（海兵52期）も第三航空戦隊参謀に補職されている。
1941年（昭和16年）4月10日、日本海軍は第一航空艦隊（司令長官南雲忠一中将）を新編した。同日附で「龍驤」は新編の第四航空戦隊（司令官桑原虎雄少将）へ転籍し、第一航空艦隊隷下において四航戦の旗艦となった。ひきつづき第一艦隊隷下の第三航空戦隊には、剣埼型潜水母艦を改造した瑞鳳型航空母艦1番艦「瑞鳳」が編入される。
また第34駆逐隊（秋風、羽風、太刀風）は第一航空戦隊に編入される。同駆逐隊より「夕風」が除籍され、そのまま第三航空戦隊に所属した。
一方、駆逐隊に所属せず単独駆逐艦だった睦月型駆逐艦10番艦「三日月」も4月10日附で第三航空戦隊に編入される。三航戦は4隻（鳳翔、瑞鳳、三日月、夕風）となった。
同年8月25日、第三航空戦隊参謀淵田美津雄少佐（第一航空艦隊参謀源田実中佐の盟友）は、8月25日附で空母「赤城」飛行隊長に補職される。真珠湾攻撃航空部隊の指揮官として、第一航空艦隊の母艦飛行隊を指揮することになった。
9月1日、第三航空戦隊司令官と第四航空戦隊司令官を入れ替える人事がおこなわれ、角田覚治少将は四航戦司令官へ転任した。それまでの四航戦司令官桑原虎雄少将が三航戦司令官に補職される。第三航空戦隊旗艦は臨時に「夕風」となる。
同年9月12日に内示された『昭和17年度海軍戦時編制』によれば、第三航空戦隊（第一艦隊所属）は瑞鳳型航空母艦2隻（祥鳳、瑞鳳）と神風型駆逐艦2隻（朝風、春風）で編制。
それまで第三航空戦隊所属だった「鳳翔」は、新鋭の秋月型駆逐艦3隻（秋月、照月、初月）の第25駆逐隊と特設航空母艦2隻により『第七航空戦隊』を編制予定であった。また第三航空戦隊所属の「三日月」は第十一航空戦隊に、同「夕風」は第十二航空戦隊に編入予定だった。
だがこの編制を実現する前に太平洋戦争が勃発したため、第三航空戦隊に3隻（祥鳳、朝風、春風）が加わることはなかった。
1941年（昭和16年）12月8日の太平洋戦争開戦時における三航戦の編制は、軽空母鳳翔、軽空母瑞鳳、睦月型駆逐艦三日月、峯風型駆逐艦夕風であった。
開戦と共に、第三航空戦隊は主力部隊を掩護して小笠原沖まで進出した。帰投時、鳳翔と随伴駆逐艦3隻が一時所在不明となった。
1942年（昭和17年）2月初頭には米軍機動部隊の活動がはじまり、日本海軍は内地所在の低速戦艦および第三航空戦隊と第五航空戦隊を基幹とする警戒部隊（指揮官高須四郎第一艦隊司令長官）を編成した。米軍機動部隊来襲の情報により警戒部隊が出動することもあったが、特に戦闘は発生しなかった。この後、パプアニューギニアのポート・モレスビー海路攻略に備え、第五航空戦隊はセイロン沖海戦に参加したあと南洋部隊（指揮官井上成美第四艦隊司令長官）に派遣されている。
1942年（昭和17年）4月1日、第三航空戦隊は解隊された。桑原虎雄少将は軍令部出仕となる。4隻（鳳翔、瑞鳳、三日月、夕月）は第一艦隊附属となった。
4月18日のドーリットル空襲時、鳳翔と瑞鳳は内海西部にいた。たまたま横須賀に帰投していた第二艦隊司令長官近藤信竹海軍中将（前進部隊指揮官、旗艦愛宕）が敵機動部隊邀撃の指揮をとることになり、警戒部隊は前進部隊の支援を命じられた。鳳翔と瑞鳳および随伴駆逐艦2隻は警戒部隊を掩護して内海西部を出撃し、応援の第15駆逐隊（黒潮、親潮、早潮）や第16駆逐隊（雪風、初風、時津風、天津風）も合同して米軍機動部隊を捜索した。
5月末から6月上旬のミッドウェー作戦における元三航戦の鳳翔と夕風は、連合艦隊旗艦「大和」以下の主力部隊に区分された。
瑞鳳と三日月は、第二艦隊司令長官近藤信竹中将指揮下の攻略部隊本隊に所属して行動した。ミッドウェー海戦敗北後の7月14日に第三艦隊（司令長官南雲忠一中将、参謀長草鹿龍之介少将）が新編されると、瑞鳳は第一航空戦隊に、鳳翔と夕風は附属部隊に編入された。

### 四代（1944年2月1日新編～1944年11月15日解散）
1943年（昭和18年）中旬以降、水上機母艦千歳、千代田の航空母艦への改装が完成した。
これにともない日本海軍は1944年（昭和19年）2月1日附で瑞鳳型航空母艦3隻（瑞鳳、千歳、千代田）により第三航空戦隊を再編した。第三航空戦隊司令官には、当時第五十一航空戦隊司令官だった大林末雄少将が任命された。
2月15日、空地分離方式により三航戦所属各空母の航空隊が分離統合され第六五三海軍航空隊が新編される。この措置にともない大林少将は、三航戦司令官と第六五三海軍航空隊司令の兼務となる。
3月1日、第一機動艦隊が新編される。
3月29日、木村軍治中佐が同日付で第六五三海軍航空隊司令に任命され、大林少将は兼務を解かれた。6月中旬以降、第三航空戦隊は「あ号作戦」に参加、6月19日から20日にかけてのマリアナ沖海戦で第一機動艦隊は大敗し、三航戦では千代田が被弾して損傷した。
8月10日、第一航空戦隊を雲龍、天城で再編する事になる。それに伴い、所属艦でマリアナ沖海戦から唯一生還した瑞鶴は第三航空戦隊に、海戦後第一航空戦隊に転属していた龍鳳は第四航空戦隊に編入となり、空母4隻（瑞鶴、瑞鳳、千歳、千代田）となる。
10月1日、それまで第一機動艦隊司令部が直卒していた第一航空戦隊が直卒から外れ、独自に司令部を編成する事になる。これに伴い、第三航空戦隊が第一機動艦隊司令部の直率部隊となり、それまでの第三航空戦隊司令部は解散、大林少将は第三航空戦隊司令官の職務を解かれ、第一機動艦隊参謀長に転じる。
10月20日より始まったレイテ沖海戦では、小沢中将直率として機動部隊本隊を編制して出撃した。10月25日のエンガノ岬沖海戦で第三航空戦隊の空母4隻は全隻沈没する。
11月15日、第三航空戦隊は第一機動艦隊と、その基幹となる第三艦隊と共に解隊される。

## 編制
- 1936年（昭和11年）6月1日　新編（連合艦隊直属）
  - 神威[1]
  - 第28駆逐隊：夕凪[117]、朝凪[1]

- 1936年（昭和11年）12月1日　解隊（第十二戦隊に改編）[14]

- 1937年（昭和12年）8月27日　再編（第三艦隊所属）
  - 神威[8]
  - 第28駆逐隊：朝凪[118]、夕凪

- 1937年（昭和12年）10月20日　支那方面艦隊新編時の編制（支那方面艦隊所属）
  - 神威、能登呂[26]、香久丸（9月18日編入）[24]

- - 1937年（昭和12年）12月1日　第三艦隊復帰時の編制（第四航空戦隊新編）
  - 神威[8]、香久丸[24]、神川丸[30]、

- 1938年（昭和13年）2月1日　第五艦隊編入時の編制（第五艦隊所属）
  - 神威、香久丸、神川丸

- 1938年（昭和13年）8月1日　第四航空戦隊解隊時の編制
  - 神威、能登呂[26]、香久丸

- 1938年（昭和13年）12月15日　解隊

- 1940年（昭和15年）11月15日　再編（第一艦隊所属）[2]
  - 龍驤、鳳翔
  - 第34駆逐隊：羽風、秋風、太刀風

- 1941年（昭和16年）8月11日　太平洋戦争開戦時の編制（第一艦隊所属）
  - 鳳翔、瑞鳳
  - 駆逐艦三日月、駆逐艦夕風

- 1942年（昭和17年）4月1日　解隊

- 1944年（昭和19年）2月1日　再編（第三艦隊所属）
  - 千歳[100]、千代田[101]、瑞鳳[50]
  - 第六五三海軍航空隊

- 1944年（昭和19年）8月1日
  - 瑞鶴、瑞鳳、千歳、千代田
  - 第六五三海軍航空隊

- 1944年（昭和19年）11月15日　解隊

## 歴代司令官
- 戸苅隆始 少将：1936年6月1日[11] - 1936年12月1日[16] ※解隊
- 寺田幸吉大佐/少将：1937年8月27日[23] - 1938年12月15日[38] ※解隊
- 角田覚治少将：1940年11月15日[43] - 1941年9月1日[62]
- 桑原虎雄少将：1941年9月1日[62] - 1942年4月1日[87] ※解隊
- 大林末雄少将：1944年2月1日[103] - 1944年10月1日[111]。以後は専任の司令官を置かず、1944年11月15日の解隊まで第三艦隊司令長官直率。